# Бокховен, Филипп Альберт ван
Филипп Альберт ван Бокховен (van Bockhoven, писался также фон Буковин, Фанбуковен) — генерал-майор русской армии нидерландского происхождения, участник русско-польской войны, тесть генерала П. Гордона.

## Биография
Сын полковника Исаака ван Бокховена, начал службу в русской армии в чине капитана, с 1649 года — подполковник, с началом войны с Речью Посполитой (1654) — полковник и командир рейтарского полка. Затем командовал солдатским полком, в 1660 году попал в плен к полякам после битвы у села Губарева.
По возвращении из плена по окончании войны в 1667 году получил чин генерал-майора.
В 1670 году на некоторое время покинул Россию и уехал в Нидерланды, но в октябре 1670 вернулся в Россию. Снова покидал Россию и отправлялся на родину в 1675 году, но снова вернулся, при этом перешёл в православие и стал подданным русского царя.
В русско-турецкой войне 1672—81 годов и Чигиринских походах не участвовал по старости, жил в Москве. Его родной брат Корнелиус ван Бокховен, полковник драгун, погиб при сдаче Чигирина в 1678 году.
В 1678 году женившийся на племяннице Филиппа Альберта ван Бокховена Франц Лефорт писал в Женеву: «Дядя моей жены уже давно генерал-майор; он очень стар и более не служит, но получает ежегодной пенсии слишком тысячу талеров».